# La stazione della stella morta (racconto)
La stazione della stella morta (Dead Star Station) è un racconto breve di fantascienza del 1933 dello scrittore statunitense Jack Williamson.

## Trama
Una vecchia e piccola stazione orbitante attorno ad una stella morta funge solo da punto di passaggio per le grandi navi. All'interno della stazione Gideon Clew, un vecchio operaio ormai in pensione, cerca di completare una sua invenzione capace di vincere la forza di gravità.
Poco dopo l'attracco di una nave passeggeri, questa viene assalita da un pirata spaziale che, vistosi sconfitto, decide di indirizzare la nave e la stazione spaziale verso la stella morta. Solo il completamento dell'invenzione antigravitazionale riesce a salvare i passeggeri e l'equipaggio delle due navi.

## Edizioni
Il racconto fu pubblicato in italiano in due diverse antologie omonime, nel gennaio 1979 nel numero 773 della collana Urania e ristampato successivamente nel 1993 nel numero 191 della collana Classici Fantascienza, sempre della Arnoldo Mondadori Editore.
- Jack Williamson, Dead Star Station, 1933.
- Jack Williamson, La stazione della stella morta, traduzione di Riccardo Valla, collana I romanzi di Urania n° 773, Arnoldo Mondadori Editore, 1973.
- Jack Williamson, La stazione della stella morta, traduzione di Riccardo Valla, collana Classici Urania n° 191, Arnoldo Mondadori Editore, 1993,  p. 367.